# 阿拉伯人之舌
《阿拉伯人之舌》（羅馬化：Lisān al-ʿArab），又译为《阿拉伯语大辞典》、《阿拉伯语言大全》、《阿拉伯语》等，是由易弗里基叶学者伊本·曼祖尔（又译蒙祖尔、曼佐尔等）于1290年编成的一本阿拉伯语辞书，共有约80000条词条。词条按词根字母的尾字母排列，这也是阿拉伯语传统辞书的排列方式，被称作“西哈赫”（羅馬化：Ṣiḥāḥ），有时译作“韵脚排列”。词条的释义包括对词义、语法、词法、教律、文学、古兰经和圣训的诠释。是目前最详尽、也是最知名的阿拉伯语词典。
编者伊本·曼祖尔曾在埃及开罗编写局任职，后任的黎波里法官，是著名的伊斯兰教法学家，有甚多著作。《阿拉伯人之舌》中引用了许多前人著作，如艾布·曼苏尔·艾资哈里的《纯洁语言词典》（Tahdhīb al-Lugha）、伊本·希代的《词语精华》、伊本·杜莱德的《词语总汇》（Jamhara fi 'l-Lughat）、宰迈赫舍里的《修辞词典》和《<圣训>生僻词语》等。埃及学者艾哈迈德·爱敏在其《阿拉伯-伊斯兰文化史》中评价该书“收集了很难收集到的语料”，引用的大量资料可作为辑佚的重要依据，但“从创新的角度看，则没有新意”。

## 版本
《阿拉伯语大词典》第一次印刷一般认为是公元1882年由埃及布拉克（بولاق，一译“布拉格”）的艾米里亚印刷总局按伊本·曼祖尔的手稿出版的“布拉克”版，共有10卷20章。，后又出版二十卷版。但据伊格纳提乌斯·穆拉德盖亚·多桑所说，该词典在18世纪已有伊斯坦布尔的印刷版。
1955年，黎巴嫩贝鲁特萨迪尔出版社（Dar Sadir）在布拉克版的基础上增加了词条中的标点符号，并将其中的内容分段，每页分为两栏，使原来的20章增至65章，其后又出版了彩印版，每页三栏，并增补了科学和艺术词条。埃及开罗的知识出版社亦出版了一个补正版，对词条的出处进行了一些勘正。

### 印刷版本
- 埃及“布拉克”版：Bullag Misr al-Matb'ah al-Kubra al-'Amiriyah; 1883, vol.,1[9]
- 另一“布拉克”版： Al-Maṭbaʿa al-Kubra al-Amirīya，布拉克; 1883 - 1890，全20卷[10]
- 贝鲁特萨迪尔版（Dar Sadir）; 1955 - 1956，共十五卷
- 伊朗版：Ādāb al-Ḥawza; 1984，共18卷